# Konstgjord andning (musikalbum av Melissa Horn)
Konstgjord andning är ett studioalbum av Melissa Horn från 2019.

## Låtlista
1. För varje gång
2. Regnet
3. Sång från ett kalas
4. Om jag aldrig hade mött dig hade jag varit lycklig nu
5. Snart smälter snön
6. Du brukade kalla mig för baby (med Kaah)
7. Jag vill ha dig hela tiden
8. Call Me By Your Name
9. Konstgjord andning
10. Se mig lycklig